# Port Klang
Port Klang (malajski Pelabuhan Klang) – największy port Malezji, położony na zachodnim wybrzeżu Półwyspu Malajskiego, 40 km od Kuala Lumpur, w stanie Selangor.
Zajmuje powierzchnię 806 hektarów. W jego skład wchodzi North Port, West Port i South Port.
Często odwiedzany przez turystów. Znany z wyśmienitych restauracji serwujących owoce morza.